# Sphaerothecum destruens
Sphaerothecum destruens is een eencellig organisme dat behoort tot de orde Dermocystida. Het is een parasiterende protist op vissen.
Hij zou voor het eerst ontdekt zijn in de Verenigde Staten, waar onderzoek werd verricht naar invasieve soorten zoals de blauwband (Pseudorasbora parva). Deze exoot bleek de verspreider van enkele ziekten die vooral zalmachtigen zoals de Atlantische zalm en bruine forel aantasten. Vooral in Europa geeft deze parasiet een probleem, aangezien het voor hoge sterftecijfers zorgt en ook andere vissen zoals de karpers aantast.